# Arnold Mallinckrodt

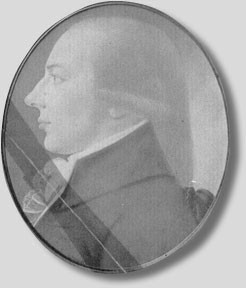
Arnold Mallinckrodt

Arnold Andreas Friedrich Mallinckrodt (* 27. März 1768 in Dortmund; † 12. Juni 1825 ebenda) war ein deutscher Schriftsteller, Verleger und Publizist des ausgehenden 18. Jahrhunderts im preußischen Westfalen.
Arnold Mallinckrodt, Angehöriger des alten westfälischen Adelsgeschlechts der Familie von Mallinckrodt, wurde als drittes Kind in Dortmund geboren. Seine Vorfahren gehörten der Handwerksgilde der Wandschneider und ab dem 16. Jahrhundert dem Honoratiorentum der freien Reichsstadt an. Sein Vater Johann Dietrich Friedrich Mallinckrodt war Ratsherr im Rat der Stadt Dortmund, seine Mutter eine Pastorentochter. Eine jüngere Verwandte Mallinckrodts war die Ordensgründerin Pauline von Mallinckrodt.

## Werdegang
Mallinckrodt besuchte von 1778 bis 1786 das Dortmunder Archigymnasium. Nach erfolgreichem Abschluss ging er zunächst nach Halle (Saale) und nach einem Semester nach Jena. Dort studierte er Rechtswissenschaften und Kameralistik. Weiterhin belegte er Vorlesungen über Physik, Mathematik, Pädagogik und Philosophie. So lernte er die Gedankenwelt von Kant und Schiller kennen.

## Politisches Wirken
Nach der Promotion als Dr. iur. kehrte er nach Dortmund zurück und bekleidete dort juristische und kommunale Ämter. Er wurde Vorsitzender des Erbsassenstandes, eines politischen Gremiums des grundbesitzenden Bürgertums der Stadt. Weiterhin wurde er Direktor des städtischen Waisenhauses und zog 1795 in den städtischen Rat ein.
Bis 1803 war Dortmund Freie Reichsstadt, dann kam die Stadt als Exklave zum Fürstentum Oranien-Nassau. 1806 wurde Dortmund als Teil des französischen Großherzogtums Berg Präfektur des Ruhrdepartements. Mallinckrodt diente weiter in der politischen Administration und arbeitete als Präfekturrat unter Freiherr Gisbert von Romberg I.
Politisch war Arnold Mallinckrodt ein Gegner der Kleinstaaterei und befürwortete einen Anschluss der Reichsstadt an Preußen. Nach dem napoleonischen Sieg über Preußen zeigte er sich hocherfreut über die politische Umwälzung und begrüßte die neuen Machthaber überschwänglich. Wie die Mehrheit des Bürgertums unterstützte er die Beseitigung des Feudalsystems, die Abschaffung der Leibeigenschaft und die Einführung eines einheitlichen Steuersystems.
Im Zusammenhang mit der Aufhebung der Leibeigenschaft erließ er am 12. Dezember 1808 ein Dekret, dass die Güter der bisherigen Leibeigenen in den Besitz dieser übergehen sollten. Hiergegen formierte sich Widerstand von Seiten des Adels und es wurden Prozesse angestrengt, in denen die Bauern in den ersten Instanzen zumeist unterlagen.
Mallinckrodt nutzte seine Funktion als hoher Beamter und mobilisierte das aufkommende Pressewesen für sein Anliegen, den Bauern die Besitzrechte an ihren Gütern zu übertragen. Weiterhin sammelte er Geldmittel, um Bauerngesandtschaften an den napoleonischen Hof zu schicken. Durch die Fürsprache Mallinckrodts gelang es dann auch, einen Bauern aus Westerfilde nach Paris zu entsenden, um dort das Anliegen vorzutragen.
Napoleon erließ schließlich am 13. September 1811 einen kaiserlichen Erlass. Hier wurde festgelegt, dass Bauern, sobald sie beweisen konnten, dass sie ein Gut seit mehr als drei Generationen bewirtschafteten, die Besitzrechte an den Gütern zugesprochen bekamen. Dieses Dekret entstand maßgeblich durch die Einflussnahme Arnold Andreas Friedrich Mallinckrodts.
1812 schied Mallinckrodt dann aus dem öffentlichen Dienst aus. Die Gründe für das Ausscheiden aus dem Verwaltungsapparat lagen vor allem in der Diskrepanz zwischen der liberalen, progressiven napoleonischen Gesetzgebung und deren unzureichender Umsetzung in der Praxis.
Mallinckrodt heiratete 1794 seine Cousine Wilhelmine. Aus der Ehe gingen fünf Kinder hervor.

## Der Publizist Mallinckrodt
Schon während seiner Tätigkeit als Dortmunder Ratsherr wurde er Teilhaber der Verlagsbuchhandlung Gebrüder Mallinckrodt und widmete sich neben seinem juristischen Beruf der Tätigkeit als Verleger, Lokalhistoriker und politischer Schriftsteller. Seine erste Schrift mit dem Titel Versuch über die Verfassung der kaiserlichen und des Heiligen Römischen Reichs freien Stadt Dortmund stammt aus dem Jahre 1792. Ab dem Frühjahr 1796 erscheint vierteljährlich das Magazin von und für Dortmund, das ein Jahr später in Magazin für Westfalen umbenannt wird. Ab 1798 bis 1809 erschien das Magazin zweimal wöchentlich unter dem Titel Westfälischer Anzeiger. Der Untertitel dieser Wochenzeitung lautete
„Vaterländisches Archiv zur möglichst schnellen Verbreitung alles Wissenswürdigen und Nützlichen für Menschenwohl, häusliche und bürgerliche Glückseligkeit in politischer und moralischer Hinsicht“.
Der Westfälische Anzeiger wurde zur ersten bedeutenden Zeitung in Westfalen. In den Jahren des Bestehens waren mehr als 300 Personen, vornehmlich Geistliche, Juristen, Ärzte und Gelehrte als Autoren für die Zeitung tätig. Zu ihnen gehörten zum Beispiel Ludwig von Vincke, Franz von Fürstenberg, Johann Friedrich Benzenberg und der Theologe Johann Heinrich Brockmann. Im Jahr 1805 erreichte der Anzeiger eine Auflage von 1.188 Exemplaren, eine zu dieser Zeit beachtliche Zahl. Die Zeitung galt als wichtiges Sprachrohr des Liberalismus und setzte sich immer wieder für Gewerbe- und Gewerbefreiheit im Sinne von Adam Smith sowie für die Presse- und Meinungsfreiheit ein. Schon unter napoleonischer Herrschaft unterlag der Westfälische Anzeiger der Zensur. 1809 wurde das Erscheinen des Blattes aufgrund von Differenzen mit dem Präfekten Freiherr von Romberg erstmals eingestellt. Ab 1815 jedoch erschien die Zeitung wieder und nannte sich ab 1817 Rheinisch-Westfälischer Anzeiger.
Nach dem Ausscheiden aus dem politischen Dienst 1812 widmete sich Arnold Mallinckrodt ganz dem publizistischen Wirken. In seinem Kampf mit der preußischen Obrigkeit kam er mit der Zensur in Konflikt und wurde zu zweimonatiger Festungshaft verurteilt, trat die Strafe jedoch nie an. Mit seiner juristischen Grundbildung beharrte er auf seinem Recht und wurde in höchster Instanz schließlich freigesprochen. Sein Kampf um die Pressefreiheit erregte in Deutschland einiges Aufsehen.
Im Dezember 1818 gab er die Herausgabe des Westfälischen Anzeigers auf und verkaufte die Zeitung samt Druckerei und Vertrieb. Nachdem er vergeblich versucht hatte, in Jena eine Professur zu erlangen, und einer weiteren publizistischen Tätigkeit beim Rheinischen Merkur zog Mallinckrodt sich daraufhin ins Privatleben auf Gut Schwefe bei Soest zurück. Er verstarb am 12. Juni 1825 bei einem Besuch in Dortmund. Seine Grabstätte ist in Schwefe.
Mallinckrodt zählt mit Peter Florens Weddigen und Justus Möser zu den bedeutendsten westfälischen Publizisten dieser Zeit.

## Schriften
- Versuch über die Verfassung der kaiserlichen und des heiligen römischen Reichs freyen Stadt Dortmund. 2 Bde. Dortmund 1795
- Dissertatio inauguralis de praescriptione servitutem extinctiva. Jena 1788
- Kurzer Unterricht über Testamente und deren Aufnahme, nach Grundsätzen des Preußischen Rechts. Dortmund 1798
- Kleine Beiträge fürs practische Leben. Dortmund: Mallinckrodt 1815.
- Belehrung des Bauern-Standes über die demselben von Seiner Kaiserlichen Majestät durch die beyden Verordnungen vom 12. Dezember 1808 und vom 13. September 1811 verliehenen Rechte, und über dessen Pflichten gegen die bisherigen Hofesherrn. 2. Aufl. Dortmund: Mallinckrodt
- Zwey Reclamationen auf den Grund des kaiserlichen Decrets vom 28. März 1812 für einen Leibgewinner und einen Zeitgewinner. Dortmund: Mallinckrodt 1812.
- Vertheidigungs-Rede des vormahligen Regierungs- und Präfacturrathes Dr. Arnold Mallinckrodt. Dortmund: Mallinckrodt 12S. (StA Soest) – Vernehmlassung der vormahligen Regierungs- und Präfacturraths Dr. Arnold Mallinckrodt zu Dortmund. Dortmund 1813.
- Was thun bey Deutschlands, bey Europas Wiedergeburt. 2 Bde. Dortmund: Mallinckrodt 1812–1814
- Ueber die neuen Urkunden, welche die Besitzer von Bauerngüter aufzustellen haben. Dortmund: Mallinckrodt 1812.
- Ist der aufgehobene Besitz über das aufhebende [!] Gesetz und über den [!] Kaiser? Dortmund: Mallinckrodt 1812.
- Versuchter Entwurf einer Landes-Grundverfassung für die Staaten Teutschen Stammes. Leipzig: Gleditsch 1814.
- Vater Jakob, der reich gewordene Bauer. Ein Hausbuch für den Bauernstand. Dortmund 1814
- Ueber die gutsherrlichen und bäuerlichen Rechtsverhältnisse : der Bauernstand an seinen gerechten König Friedrich Wilhelm III. ; mit besonderer Rücksicht auf die Grafschaft Mark, und die Provinz Westfalen überhaupt. Dortmund: Mallinckrodt 1816. (Digitalisierte Ausgabe der Universitäts- und Landesbibliothek Düsseldorf)
- Bemerkungen, Teutschlands Litteratur und Buchhandel betreffend. Dortmund 1815, Nachdruck in: Quellen zur Geschichte des Buchwesens 9, 1981
- Thue recht und scheue Niemand. Berufung ans Publikum gegen einen öffentlichen Angriff in Beziehung auf die Rechtsverhältnisse des Bauernstandes. Dortmund: Mallinckrodt 1814.
- Berufung der Öffentlichkeit an die Öffentlichkeit. Dortmund: Mallinckrodt 1817.
- Preßfreyheit, Preußens Grundton. Dortmund: Mallinckrodt 1817
- Zeitgegenstände. Kleine Beyträge über Staatsverfassung und Staatsverwaltung. Leipzig: Tippmanns 1817.
- Ein merkwürdiger Prozeß, in zwey Prozeßakten. Dortmund: Mallinckrodt 1818
- Umriß meiner Vorlesung über praktisches Geschäftsleben. Dortmund: Mallinckrodt 1819
- Ein Angriff der Preußischen Staatszeitung und eine Vertheidigung in Aktenstücken. Ein Beytrag zur Geschichte der Zeit, insbesondere zur Verwaltung in derselben. Jena: Braun 1819
- Beredsamkeit, ein Bedürfnis unserer Zeit, deren Werth und Würde. Weimar 1819
- Leitfaden zu Vorlesungen über das Teutsche Privatrecht. Jena 1819
- Über die Behandlung des Teutschen Privatrechts. Dortmund: Mallinckrodt o. J.
- Ueber Beredtsamkeit überhaupt, und über geistliche, Staats- und gerichtliche Beredsamkeit insbesondere. Schwelm: Scherz 1821. 340